# Christuskirche de Mayence
Pour les articles homonymes, voir Christuskirche (homonymie).
L’église du Christ (en allemand : Christuskirche), à Mayence est une église d'une paroisse protestante unie, construite par Eduard Kreyßig (de) de  1896 à 1903.

## Histoire
Mayence étant de tradition catholique jusqu'à la fin du statut de Prince-électeur de l'archevêque en 1802, les protestants ne comptaient que quelques centaines de fidèles. Ce n'est qu'avec Napoléon Bonaparte que fut accordée la citoyenneté aux minorités religieuses avec le droit à la liberté de religion. Auparavant, les protestants étaient simplement tolérés, au même titre que les Juifs. En 1830, la communauté protestante dénombre près de 1200 membres et acquiert l'église Saint-Jean ; la communauté grandit progressivement jusqu'à près de 30 000 à la fin du xixe siècle. Leur église devenant trop petite, les protestants de Mayence ont envisagé une nouvelle église, ce qui est rendu possible avec l'expansion de la ville à cette époque vers Mainz-Neustadt. Le site choisi, au milieu de la Kaiserstraße, grand boulevard à double allée, a rendu possible un édifice d'une certaine majesté, pour faire pendant au dôme de la cathédrale catholique et ne pas être étouffé par d'autres bâtiments massifs du centre-ville.
En 1894, le conseil de la communauté protestante a organisé un concours d'architecture, dans lequel trois des cinq projets ont été primés : outre celui de Kreyßig, architecte de la ville, en première position, ceux de Skjold Neckelmann et Johannes Otzen. La construction s'inspirerait du style de la Haute Renaissance italienne. Les sondages et les calculs en vue des fondations, rendues difficiles en raison de la proximité du Rhin, ont été effectuées par Theodor Landsberg (de) de l'Université technique de Darmstadt. Le 2 juillet 1903, l'église était vouée au culte.
Après sa destruction lors des raids aériens sur Mayence le 1er février 1945, elle a été reconstruite de 1952 à 1954 et de nouveau dédiée au culte le 31 octobre. Le service religieux à cette occasion avait été accompagné par la Laubacher Kantorei (de).

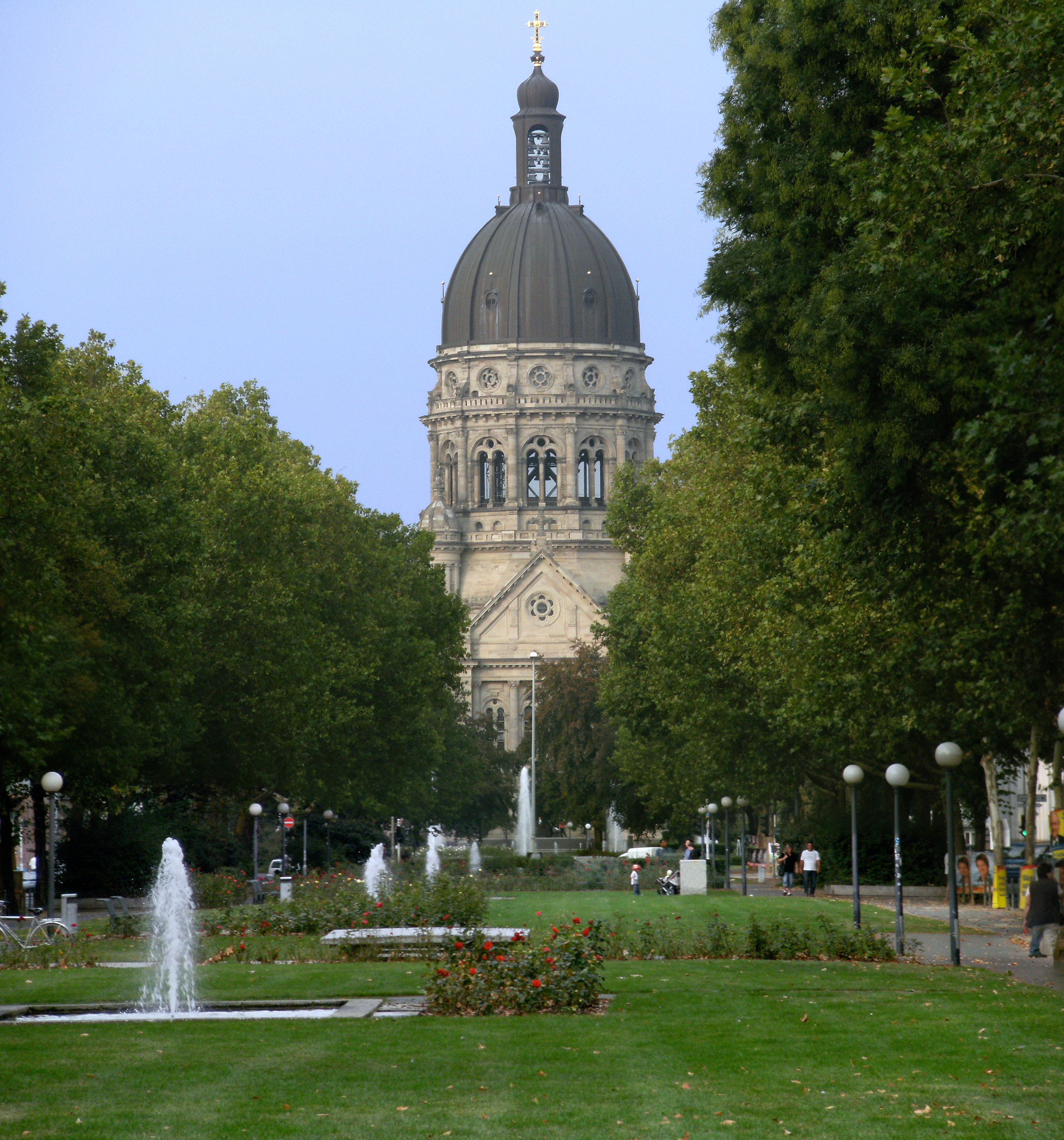
La Kaiserstraße avec un aperçu de la Christuskirche
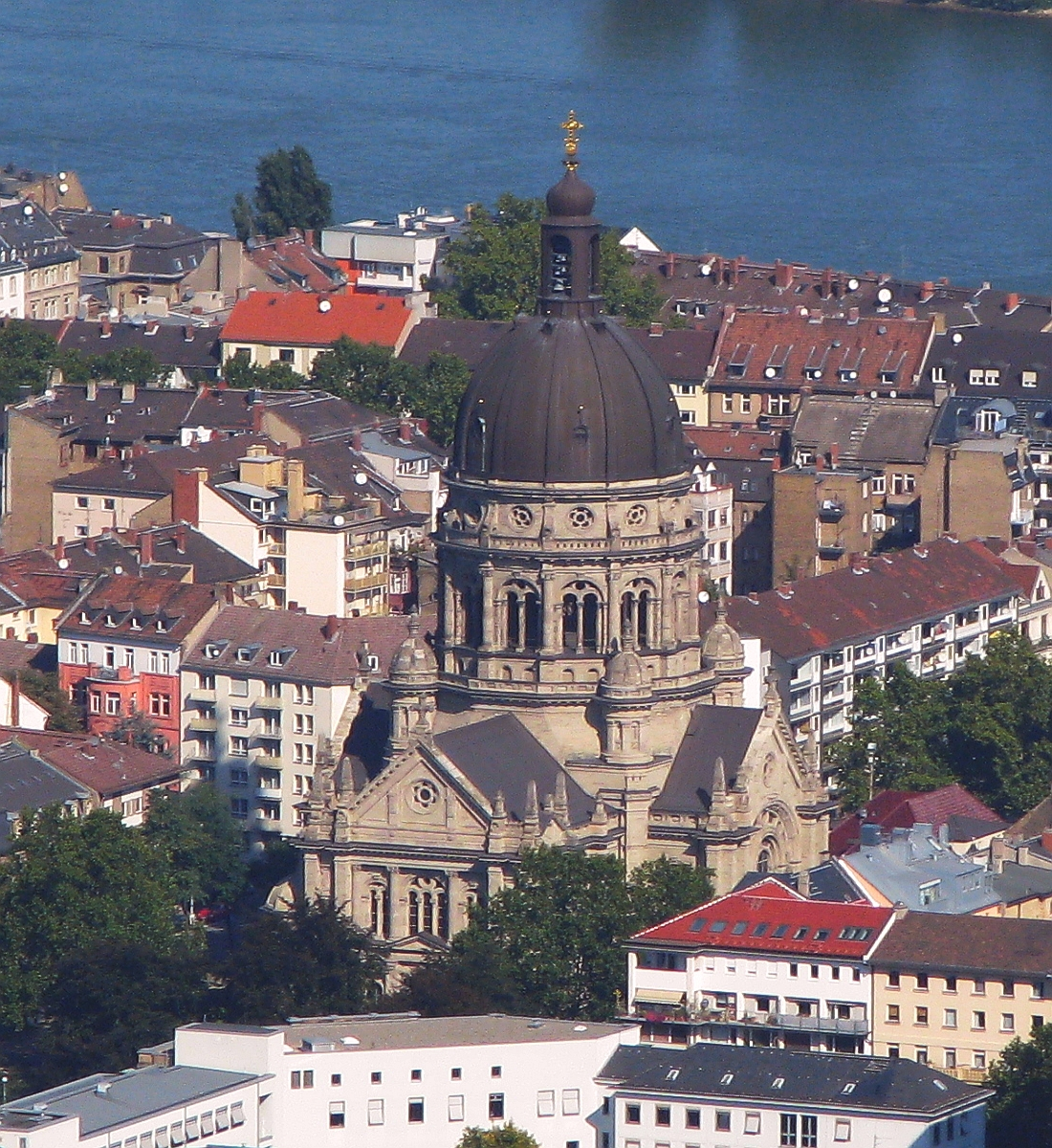
Vue aérienne de la Christuskirche en direction du Rhin
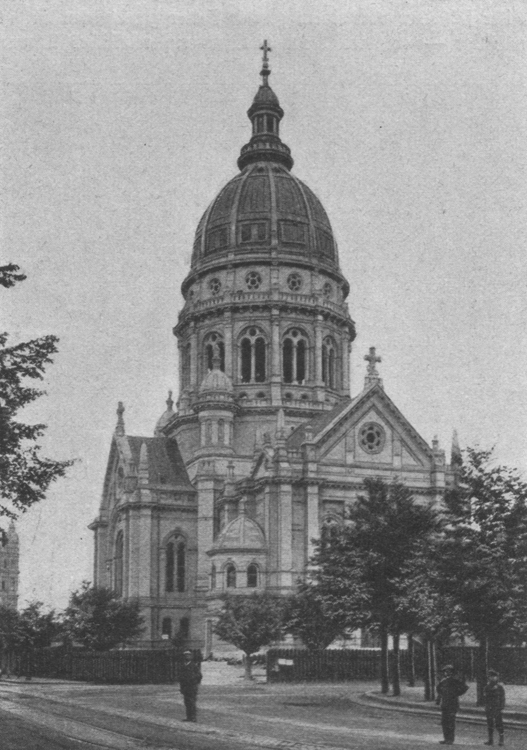
La Christuskirche au début du xxe siècle
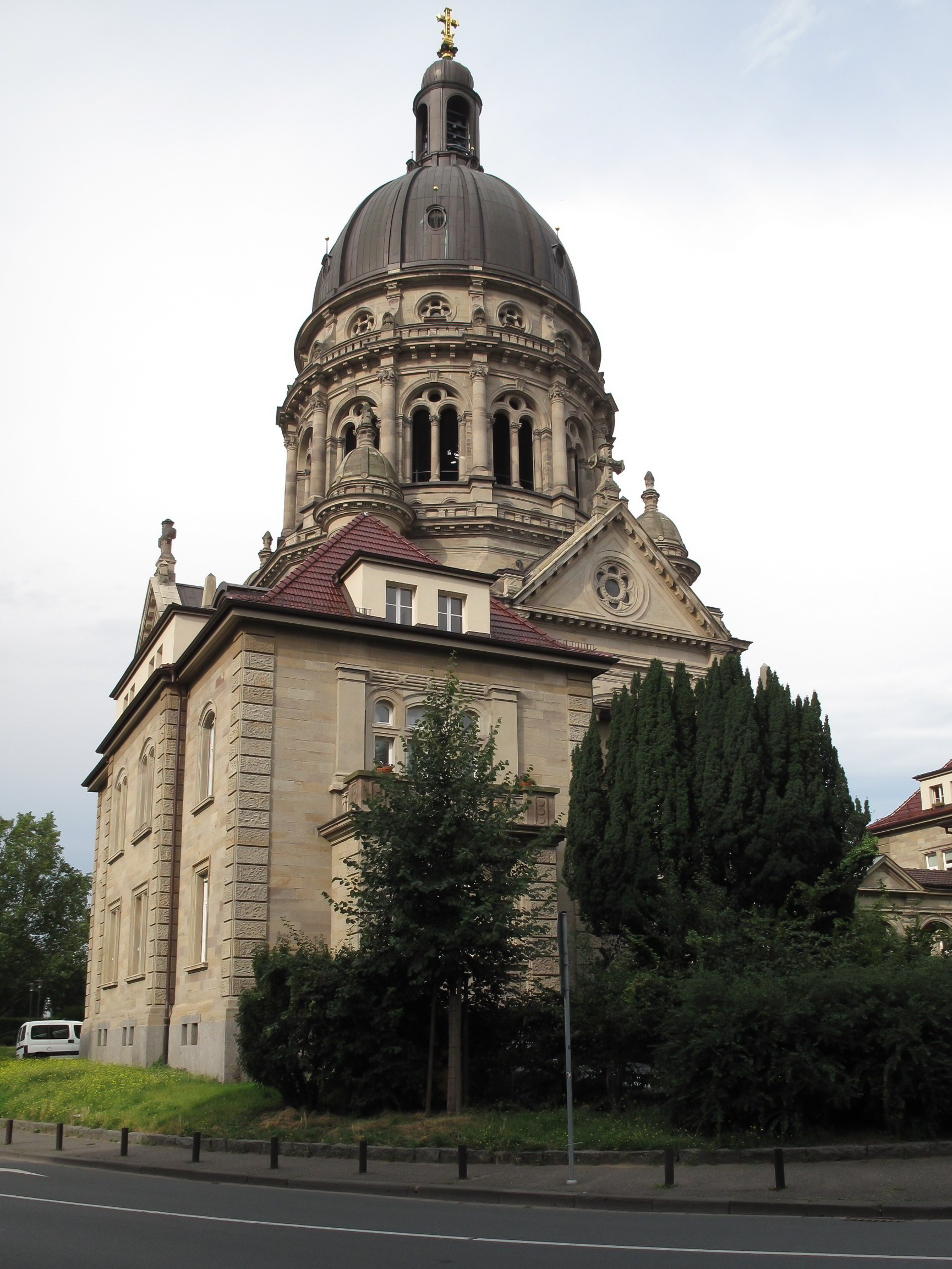
Christuskirche en 2009

En sus du culte, l'église est souvent utilisée par les amateurs de musique à Mayence : on peut citer en particulièrement la chorale Bachchor Mainz et l'Orchestre Bach de Mayence fondés en 1954 par Diethard Hellmann (de). C'est aussi ici que se célèbre la cérémonie religieuse d'ouverture de chaque semestre de l'Université Johannes Gutenberg de Mayence. En 2013, on dénombre près d'un tiers de la population de Mayence comme protestante